# بارض

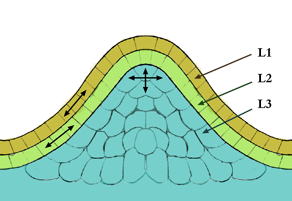

البارِض أو النسيج الإنشائي أو النسيج القَسُوم (بالإنجليزية: Meristem) هو نسيج نباتي يتألف من خلايا غير متمايزة توجد في مناطق النبات التي يمكن أن يحدث فيها نمو.
تتميز برقة جدرها وتلاصقها التام وكبر حجم نواتها نسبياً وكثافة سيتوبلازماها وخلوها من الفجوات، وتوجد هذه الخلايا في الجنين كما توجد في النباتات البالغة في القمم النامية للجذور والسوق.

## أصل كلمة مريستم
استخدمت اللفظة الأجنبية للمصطلح لأول مرة (Meristem) بالألمانية من قبل كارل فيلهلم فون نيكيلي في كتابه (بالألمانية: Beiträge zur Wissenschaftlichen Botanik) عام 1858. المصطلح مشتق من الكلمة اليونانية "(باليونانية: Merizein)"، والتي تعني «يَقسم».

## أهمية الأنسجة البارضية
عموماً لا يمكن للخلايا النباتية المتمايزة أن تنقسم أو تنتج خلايا من نوع مختلف. ولذلك، فإن الانقسام الخلوي في البارض ضروري لتوفير خلايا جديدة لتوسع وتمايز الأنسجة ولبدء تكوين أجهزة جديدة تكوّن البنية الأساسية لجسم النبات.

## تقسيم الأنسجة البارضية
تنقسم من حيث نشأتها إلى:

### أنسجة بارضية ابتدائية
تشمل أنسجة الجنين والأنسجة الموجودة بالقمم النامية للسيقان والجذور وبدايات الأوراق والأزهار، كذلك الكامبيوم الحزمي في سوق نباتات ذوات الفلقتين، كذلك البراعم الجانبية الموجودة عند قواعد السلاميات في سيقان نباتات ذوات الفلقتين.
وبعمل قطاع طولي في القمة النامية للجذر أو الساق يمكن تمييز الأنواع الآتية من الأنسجة الإنشائية الابتدائية:
1. منشئ البشرة: ويتكون من طبقة واحدة خارجية من الخلايا تنقسم لتكون البشرة في الساق أو الطبقة الوبرية في الجذر.

1. منشئ النسيج الأساسي: ويتكون من عدة طبقات تغطي القشرة والنخاع.

1. منشئ الإسطوانة الوعائية: ويتكون من عدة طبقات وتعطي الحزم الوعائية بما فيها من خشب ولحاء.

1. منشئ القلنسوة: وهو نسيج خاص بالجذور دون السيقان، ويعطي القلنسوة وهي مجموعة من الخلايا الإنشائية التي تحيط بالقمة النامية للجذر وتحميها من التآكل والاحتكاك عند اختراق الجذر النامي للتربة. وتنشأ القلنسوة من منشئ البشرة.

### أنسجة بارضية ثانوية
تنشأ من خلايا أنسجة مستديمة ولكنها استعادت قدرتها على الانقسام كما أن نشاطها يؤدي إلى تكوين خلايا مستديمة، ومن أمثلتها الكامبيوم بين الحزمي الذي ينشأ أثناء التغلظ الثانوي من الأشعة النخاعية الرئيسية، ومنها أيضاً الكامبيوم الفليني الذي ينشأ من البشرة أو القشرة أو البريسيكل.